# Walter Wager
Walter Herman Wager (* 4. September 1924 in Bronx, New York City; † 11. Juli 2004 in New York City) war ein US-amerikanischer Schriftsteller. Er veröffentlichte mehrere Romane unter den Pseudonymen Lee Davis Willoughby, John Tiger und Walter Herman.

## Leben
Walter Wager war der Sohn eines Arztes, der zuvor aus dem Russischen Kaiserreich in die Vereinigten Staaten einwanderte. Er schloss 1944 ein Studium am Columbia College, einem Institut der Columbia University, ab. Drei Jahre später schloss er ein Jurastudium an der Harvard Law School ab. Wager selbst praktizierte nie als Anwalt. Stattdessen absolvierte er noch ein Masterstudium in Luftfahrtrecht an der Northwestern University in Chicago. Als Fulbright-Stipendiat verbrachte er ein Jahr an der Sorbonne in Paris. Anschließend verbrachte er ein Jahr in Israel, wo er als Berater für die israelische zivile Luftfahrtbehörde arbeitete und vom Flughafen Ben Gurion aus den israelischen Luftraum regelte. Zurück in New York City fand er Arbeit bei den Vereinten Nationen und begann für CBS, NBC und der United States Information Agency kleinere Radiodokumentationen zu produzieren. Parallel dazu begann er als Freier Autor für Magazine wie Playbill and Show zu schreiben.
Mit dem Pseudonym debütierte Wager 1954 mit dem Roman Death Hits the Jackpot als Schriftsteller. Unter diesem Namen veröffentlichte er auch seine sieben Bände umfassende I-Spy-Reihe, von denen vier 1968 und 1969 beim Münchener Pabel-Moewig Verlag in deutscher Sprache erschienen. Den ersten Roman unter seinem eigenen Namen veröffentlichte er 1970 mit Sledgehammer. Drei dieser Bücher, Viper Three (1972), Telefon (1975) und 58 Minutes (1987), erschienen einerseits in deutscher Sprache und wurden andererseits verfilmt. Die ersten beiden wurden 1977 als Das Ultimatum und mit Charles Bronson in der Hauptrolle als Telefon verfilmt. 58 Minutes diente als literarische Vorlage für den Actionfilm Stirb langsam 2, mit Bruce Willis in der Hauptrolle.
Am 11. Juli 2004 starb Walter Wager im Alter von 79 Jahren an den Komplikationen eines Hirntumors. Er war in seinem Leben zweimal verheiratet. 1951 heiratete er eine Kommilitonin von der Sorbonne. Aus dieser Ehe stammte eine gemeinsame Tochter. Nach der Scheidung heiratete er 1975 ein zweites Mal, wobei die Ehe kinderlos blieb.

## Werke (Auswahl)
als Walter Wager
- Sledgehammer (1970)
- Warhead (1971)
- Viper Three (1972; deutsch: Rothaut in Viper 3, Ullstein Verlag, Berlin 1972, ISBN 3-548-01491-7)
- Swap (1973; deutsch: Fluchthilfe auf israelisch, Ullstein Verlag, Berlin 1973, ISBN 3-548-01597-2)
- Telefon (1975; deutsch: Krieg per Telefon; Ullstein Verlag, Berlin 1976, ISBN 3-548-01747-9)
- Time of Reckoning (1977)
- Blue Leader (1979)
- Blue Moon (1981)
- Blue Murder (1982)
- Designated Hitter (1982)
- Otto's Boy (1985)
- Raw Deal (1986; Romanadaption zum Film Der City Hai)
- 58 Minutes (1987; deutsch: 58 Minuten Angst, Scherz Verlag, Bern 1991, ISBN 3-502-51320-1)
- The Spirit Team (1996)
- Tunnel (2001)
- Kelly's People (2002)

als John Tiger
- Death Hits the Jackpot (1954)
- I Spy (1965; deutsch: Turnier der Mörder, Pabel-Moewig Verlag, München 1968)
- I Spy #2: Masterstroke (1966; deutsch: Der Meistercoup, Pabel-Moewig Verlag, München 1968)
- I Spy #3: Superkill (1967)
- I Spy #4: Wipeout (1967; deutsch: Finale für zwei Pistolen, Pabel-Moewig Verlag, München 1969)
- I Spy #5: Countertrap (1967; deutsch: Unternehmen Schmetterball: Agententhriller, Pabel-Moewig Verlag, München 1968)
- I Spy #6: Doomdate (1967)
- Mission: Impossible (1967)
- I Spy #7: Death-Twist (1968)
- Mission: Impossible #4: Code Name Little Ivan (1969)

als Lee Davis Willoughby
- The Wildcatters (1981)
- The Caribbeans (1983)

als Walter Herman
- Operation Intrigue (1956)

## Verfilmungen
- 1977: Das Ultimatum (Twilight’s Last Gleaming)
- 1977: Telefon
- 1990: Stirb Langsam 2 (Die Hard 2)